# 加藤友緒
加藤 友緒（かとう ともお、6月19日 - ）は、日本の漫画家。20歳の時、『ワーキングタイムスをねらえ』でデビュー。集英社の月刊少女漫画誌「Cookie」にて活動中。埼玉県出身。

## 作品リスト
- IN THE ROOM
- 輝け!僕らの五つ星
- アンジェリカ
- フリークス
- ups and downs
- 恋する♥救急箱（全3巻）
- イチゴとアンズ（全5巻）
- 白雪姫と7人のコドモ（全2巻）
- パパのいうことを聞きなさい! 〜美羽様のいう通り！〜　（Cookie2011年10月号 - 2012年4月号）

| スタブアイコン | サブスタブ | この項目は、まだ閲覧者の調べものの参照としては役立たない、漫画家・漫画原作者に関連した書きかけの項目です。この項目を加筆・訂正などしてくださる協力者を求めています（P:漫画/PJ:漫画家）。 |